# Machraa Ben Abbou
Machraa Ben Abbou (àrab مشرع بن عبو) és una comuna rural de la província de Settat de la regió de Casablanca-Settat. Segons el cens de 2014 tenia una població total de 8.514 persones.